# 2158 Tietjen
2158 Tietjen (1933 OS) là một tiểu hành tinh vành đai chính được phát hiện ngày 24 tháng 7 năm 1933 bởi K. Reinmuth ở Heidelberg.